# Polydesmus fumigatus
Polydesmus fumigatus är en mångfotingart som beskrevs av Peters 1864. Polydesmus fumigatus ingår i släktet Polydesmus och familjen plattdubbelfotingar. Inga underarter finns listade i Catalogue of Life.